# Vader Immortal: A Star Wars VR Series
『Vader Immortal: A Star Wars VR Series』（ベイダー イモータル ア・スター・ウォーズブイアールシリーズ）は、同じストーリーの別々のエピソードとして発売された3つのゲームシリーズ。
ゲームのストーリーは『スター・ウォーズ エピソード3/シスの復讐』と『ローグ・ワン/スター・ウォーズ・ストーリー』の間に設定されている。
このゲームは元々Oculus QuestとRift専用であったが、後にPlayStation VR（PS VR）でも3章を一つにまとめる形で発売された。

## 内容
各ゲームには、本編ストーリーの一つのエピソードと、プレイヤーがライトセーバーやフォースの力を使用して戦闘を楽しめる「Lightsaber Dojo」（ライトセーバー道場）モードが搭載されている。
プレイヤーはゲーム内の直線的な道を進み、次のエリアに進むために必要に応じてフォースを使ってさまざまなことを行える。
エピソードが進むにつれプレイヤーはだんだん強力なフォースを扱えるようになり、『1』ではライトセーバーを扱えるだけだったが、『2』ではライトセーバーや敵などを投げることができるようになる。
そして、『3』ではブラスター銃をはじめとする多彩な武器を扱えるようになるだけでなく、パルパティーンの奥の手・「フォース・ライトニング」をも繰り出すことができる。

### 物語
プレイヤーはダース・ベイダーと協力し、惑星ムスタファーにあるとされる強力なアイテム「ブライトスター」を探していく。
主人公は、ダース・ベイダーにけいこをつけてもらい、できることが増えるも、ベイダーに裏切られてしまう。主人公はムスタファの住人と協力し、ベイダーに立ち向かう。

## 開発
本作は、ルーカス・フィルムのVRゲーム部門であるILM × LABとOculusスタジオが共同で開発した。
全3章の脚本はデヴィッド・S・ゴイヤーが手掛けている。
主人公となるドロイド・ZO-E3の声は、エミー賞を2度受賞したマーヤ・ルドルフが担当している。
また、ダース・ベイダー役には、『Star Wars TIE Figter』や『スター・ウォーズ バトルフロントII』などでベイダーを演じたスコット・ローレンスが起用された。
このほかにも、シリーズ出演経験のあるサム・ウィットワーも声優として参加している。

## 反響
本作は、2020年9月のPS Store ダウンロードランキングのPS VR部門にて2位にランクインした。

### 評価
IGNのハタフミノブは本シリーズの没入感の高さを評価し、「これらの3作は“多くファンがやりたいフォースアクション”をVRゲームで実現させてくれたことから、僕にとって今年遊んだベスト1のゲームに君臨した。」と述べている。
また、ハタは別の記事の中で、スティックを傾けるだけでも方向転換ができるなど、身体障がい者や反射神経の遅いプレイヤーでも遊びやすいよう工夫されている点を称賛している。

### 賞
第31回アメリカ製作者組合賞（イノヴェーション賞）